# نوکر همسر
نوکر همسر (به هندی: Joru Ka Ghulam) یا غلام همسر فیلمی محصول سال ۲۰۰۰ و به کارگردانی شاکیل نورانی است. در این فیلم بازیگرانی همچون گوویندا، توینکل خانا، قادرخان، جانی لور، علی عسگر، اشیش ویدیارتی، راکهی ساوانت ایفای نقش کرده‌اند.